# Rajania
Rajania là một chi thực vật có hoa trong họ Dioscoreaceae. Nó là bản địa khu vực Tây Ấn, với khoảng 14 trong số 19 loài đã biết có mặt tại Cuba

## Các loài
1. Rajania angustifolia Sw. - Cuba, Haiti
2. Rajania cephalocarpa Uline ex R.Knuth - Cuba
3. Rajania cordata L. - Cuba, Hispaniola, Puerto Rico, Jamaica, Tiểu Antilles
4. Rajania ekmanii R.Knuth - Cuba
5. Rajania hastata L. - Hispaniola
6. Rajania microphylla Kunth - Bahamas, Cuba
7. Rajania minutiflora Uline ex R.Knuth
8. Rajania nipensis R.A.Howard - Cuba
9. Rajania ovata Sw. - Cuba, Hispaniola
10. Rajania pilifera Urb. - Haiti
11. Rajania porulosa R.Knuth - Cuba
12. Rajania psilostachya (Kunth) Uline - Cuba
13. Rajania quinquefolia L. - Cuba, Hispaniola
14. Rajania spiculiflora Uline ex R.Knuth - Haiti
15. Rajania tenella R.A.Howard - Cuba
16. Rajania tenuiflora R.Knuth - Cuba, Hispaniola
17. Rajania theresensis Uline ex R.Knuth - Cuba
18. Rajania wilsoniana C.V.Morton
19. Rajania wrightii Uline ex R.Knuth - Cuba